# Walter Gautschi
Walter Gautschi (Basileia, 11 de dezembro de 1927) é um matemático suíço-estadunidense.
Conhecido por suas contribuições à análise numérica. Publicou mais de 150 artigos científicos e tres livros.
Nascido em Basileia, com doutorado em matemática na Universidade de Basileia, com a tese Analyse graphischer Integrationsmethoden, orientado por Alexander Ostrowski e Andreas Speiser (1953). Em seguida fez pós-doutorado como Janggen-Pöhn Research Fellow no Istituto Nazionale per le Applicazioni del Calcolo em Roma (1954) e no Harvard Computation Laboratory (1955). Trabalhou no National Institute of Standards and Technology (1956-1959), na American University em Washington, D.C., no Oak Ridge National Laboratory (1959-1963), sendo então professor da Universidade de Purdue (1963-2000), atualmente professor emérito. Foi professor visitante do Programa Fulbright na Universidade Técnica de Munique (1970), Universidade do Wisconsin-Madison (1976), Argonne National Laboratory, Wright-Patterson Air Force Base, Instituto Federal de Tecnologia de Zurique (1996-2001), Universidade de Pádua (1997) e Universidade de Basileia (2000).

## Livros
- Colloquium approximatietheorie, MC Syllabus 14, Mathematisch Centrum Amsterdam, 1971. With H. Bavinck and G. M. Willems
- Numerical analysis: an introduction, Birkhäuser, Boston, 1997
- Orthogonal polynomials: computation and approximation, Oxford University Press, Oxford, 2004.